# Microcentrum malkini
Microcentrum malkini är en insektsart som beskrevs av Piza Jr. 1980. Microcentrum malkini ingår i släktet Microcentrum och familjen vårtbitare. Inga underarter finns listade i Catalogue of Life.